# Solunsko Kraljevstvo
Solunsko Kraljevstvo (lat. Regnum Thessalonicae, grč. Βασίλειον τῆς Θεσσαλονίκης), kratkotrajna križarska državna tvorevina nastala 1204. godine na ruševina uništenog Bizantskog Carstva koju su uništili križari za vrijeme Četvrtog križarskog rata (1202.-1204.) nakon osvajanja Carigrada.
Utemeljeno je kao vazalna država, također kratkotrajnog, Latinskog Carstva, a imalo je i svoje vazalne države, Ahajsku kneževinu i Atensko Vojvodstvo koje su osnovane na poluotocima Atici i Peleponezu. Od svoga osnutka, Solunsko Kraljevstvo bilo je u vojnom sukobu s Drugim Bugarskim Carstvom.

## Povijest
Križarska vojska osvojila je Carigrad 13. travnja 1204. godine za vrijeme Četvrtog križarskog rata. Nakon osvajanja grada i pljačke, francuski i mletački križari su pristupili izboru vladara novoutemeljenog Latinskog Carstva, koje je utemeljeno na razvalinama srušenog Bizantskog Carstva, na temelju ranije dogovorenog sporazuma. Zapovjednik križarske vojske i najugledniji feudalac među njima, markiz Bonifacije Montferratski je očekivao da će on biti izabran za latinskog cara, ali Mlečani su nametnuli svog kandidata, grofa Balduina Flandrijskog na prijestolje. Unatoč tome, Bonifacije je zatražio zamjenu namjenjenog mu teritorija za grad Solun i okolni teritorij zbog čega se zavadio s Balduinom. U riješavanje spora uključili su se velikaši i mletački dužd Henrik Dandolo, koji su isposlovali dogovor između Bonifacija i Balduina te je Bonifacije ipak dobio Solun, drugi najbogatiji grad u nekadašnjem Bizantskom Carstvu.
Bonifacije je iste godine osvojio Solun i utemeljio Solunsko Kraljevstvo koje je bilo formalno podređeno Latinskom Carstvu, jer je Bonifacije priznao Balduina za svog seniora. Kraljevstvo se prostiralo na priobalnim teritorijima Tracije, Tesalije i Makedonije, ali njegove granice u unutrašnjosti nisu bile posve definirane zbog stalnog sukoba sa Bugarima i bizantskom Epirskom Despotovinom, koja je imala za cilj ponovno uspostaviti Bizantsko Carstvo. Kraljevstvo je imalo i kraći sukob sa svrgnutim bizantskog cara Aleksija III. koji je bio izbjegao u Korint, ali ga je Bonifacije uskoro porazio. U tom sukobu, Bonifacije je osvojio otok Eubeju i pomogao drugim križarima da osnuju Kneževinu Ahaju i Atensko Vojvodstvo, koje su postale vazalne države Solunskog Kraljevstva.
Dana 4. rujna 1207. kralj Bonifacije je upao u zasjedu bugarskog cara Kalojana, prilikom koje je ubijen. Poslije njegove smrti prijestolje je naslijedio njegov maloljetni sin Demetrije, u ime kojeg su vladali plemići. Regenti su pokušali postaviti Bonifacijevog starijeg sina Vilima VI. Montferratskog na prijestolje i odmah su izazvali sukob s latinskim carem Henrikom Flandrijskim (1205.-1216.), koji je uspio suzbiti njihovu pobunu i okruniti maloljetnog Demetrija za solunskog kralja. Henrikov brat Eustahije postao je novi regent u ime maloljetnog solunskog kralja.
Godine 1210. epirski despot Mihael I. i bugarski car Boril napali su Solunsko Kraljevstvo, ali ih je car Henrik I. porazio. Mihaelov brat Teodor nastavio je napade nakon bratove smrti 1215. godine te je dio po dio osvojio gotovo sve gradove i teritorije kraljevstva, izuzev Soluna, budući da su latinski carevi bili zauzet sukobom sa Nicejskim Carstvom i nisu mogli poslati pomoć kralju Demetriju.
Godine 1224. epirski despot Teodor je osvojio Solun, uništio Solunsko Kraljevstvo i pripojio grad svojoj despotovini. Demetrije je pobjegao u Italiju na dvor Fridrika II. Hohenstaufovcu te je sudjelovao u njegovom križarskom pohodu na Levant, a umro je 1230. godine predavši svoja prava na solunsku krunu Fridriku II. Ipak, Fridrik je 1239. godine predao svoja prava na solunsku krunu Bonifaciju II. Montferatskom, sinu montferatskog markiza Vilima VI. Naslovnu kraljevsku čast naslijedio je Bonifacijev sin Vilim, ali je se odrekao 1284. godine kada se njegova kći Irena Montferratska udala za bizantskog cara Andronika II. Paleologa. Unatoč tome, naslovni latinski car Balduin II. od Courtenayja prodao je pravo na solunsku krunu burgundskom vojvodi Hugu IV.

## Popis solunskih kraljeva

### Solunski kraljevi
- Bonifacije Monferratski (1204.—1207.)
- Dimitrije Monferatski (1207.—1224.)
  - Oberto II od Bijandrata, regent (1207.—1209.)
  - Justas Flandrijski, regent (1209.—1216.)
  -  ?, regent (1216.—1224.)

### Naslovni solunski kraljevi
- Dimitrije Monferatski (1225.—1230.)
- Fridrik II. (1230.—1239.)
- Bonifacije II. Monferratski (1239.—1253.)
- Vilim VII. Monferratski (1253.—1284.)
- Hugo IV., burgundski vojvoda (1266.—1271.)
- Robert II., burgundski vojvoda (1273.—1305.)
- Hugo V., burgundski vojvoda (1305.—1313.)
- Luj Burgundski (1313.—1316.)
- Odo IV., burgundski vojvoda (1316.–1320.)